# 岩屋城 (淡路国)
岩屋城（いわやじょう）は、淡路国津名郡（兵庫県淡路市）にあった日本の城。別名俎板山城。

## 概要
淡路島北端の岬、松帆の浦の西に位置する松尾山（別名、俎板山）に築かれた山城であった。1960年代までは南の大谷川や松帆浦等に遺構が残っていたが、戦前からの砂利の採取や風水害により消滅した。付近からは瀬戸内海の播磨国から和泉国まで一望することができ、海上交通を押さえる要所であった。南東の三対山（城山）には別の岩屋城（絵島ヶ丘城）の城跡が残っている。

## 沿革
源平合戦の時代には、大宮蔵人源実春が松帆の浦を領していたという。永禄年間には安宅八家衆と呼ばれた安宅宗景(1558-1570年)が岩屋城主となっていた。
天正年間（1573～1592年）になると石山合戦に伴って織田氏・毛利氏両軍による海戦が起こった。このため、安宅氏は毛利氏の侵攻を受けた。この頃、岩屋城には鈴木孫市や、児玉就英が入城している。
天正9年（1581年）には羽柴秀吉の淡路侵攻を受け毛利方の菅達長（淡路十人衆）が守っていた岩屋城は落城した。天正10年（1582年）の本能寺の変により菅達長は岩屋城を奪還したが、数日で再奪還されている。天正11年（1583年）に秀吉の命により赤松氏の支族であった播磨国の旧福中城主間島氏勝が淡路岩屋城3000石の城主となった。その後、間島氏は改易されたようで、文禄3年（1594年）、淡路志知城の加藤嘉明に岩屋・郡下内間島分1700石が増封されている。

## 参考資料
- 淡路常磐草
- 淡路草
- 陰徳記
- 陰徳太平記